# Emil Hecht (Architekt)
Emil Hecht (* 31. Januar 1840 in Nürnberg; † 16. Dezember 1910 ebenda) war ein deutscher Ingenieur, Architekt und von 1890 bis 1908 Gemeindebevollmächtigter. 

## Leben
Nach seiner Ausbildung an der polytechnischen Schule in Nürnberg arbeitete er zunächst als Ingenieur bei der Bayerischen Staatsbahn und von 1869 bis 1872 auf dem Bauamt Nürnberg. Niedergelassen als Architekt assoziierte er sich danach mit Theodor Eyrich. Von 1875 bis 1878 wirkte er im Nebenberuf auch als Lehrer an der städtischen Bauschule. Hechts Bauwerke tragen die Merkmale des Historismus.
Emil Hecht hatte die technische Leitung für den Aufbau der Landesausstellung 1882 inne. Anfang der 1890er Jahre verteidigte er den Nürnberger Stil. Von ihm stammt der Entwurf einer Bauordnung für Nürnberg aus dem Jahr 1899, die ihm einen Ruf nach München einbrachte, wo er mitberatend beim Entwurf einer bayerischen Bauordnung tätig werden sollte.
Er engagierte sich im Verein für öffentliche Gesundheitspflege; unter anderem veröffentlichte er im Jahr 1877 eine Schrift über die sanitären Verhältnisse und Anlagen in Nürnberg. Eine weitere Schrift veröffentlichte er 1898; sie behandelte die Frage der Arbeiterwohnungen. Von 1890 bis 1908 war er Mitglied des Gemeindekollegiums.
Als „wütender Sozialistenfresser“ war er der Ansicht, die Sozialdemokraten seien weder würdig noch befähigt, an der Verwaltung der Gemeinde teilzunehmen. Bei der Reichstagswahl 1898 wurde er von den Freisinnigen aufgestellt. 
Emil Hecht wurde mit dem Verdienstorden des Hl. Michael ausgezeichnet.

## Bauten in Nürnberg
- Apollo-Theater, Pfannenschmiedsgasse 22 (1896)[3]
- Villa Cohn, Campestraße 10 (1898/99)[4]
- Vereinsbank/Nürnberger Bank, Karolinenstr. 57
- Anwesen Karolinenstr. 55
- Wohnhaus Hastverstr. 21 (1904)[5]
- Gebäude Königstr. 39
- Café Imperial, Königstr. 70
- Hotel Kaiserhof, Königstr. 39
- Haus Pirckheimerstr. 43
- Neuer israel. Friedhof
- Fabrikanlage Schnieglinger Str. 225
- Haus Zeltnerstr. 25
- Villa Zweibrückener Str. 5[6]

## Veröffentlichungen
- Die bauliche Entwickelung Nürnberg's unter besonderer Berücksichtigung der Arbeiterwohnungsfrage, 1898